# Смоленське православне кладовище
Смоленське православне кладовище — найстаріше з діючих кладовищ Санкт-Петербурга, один з найвідоміших історичних некрополів. Розташоване в північно-західній частині Васильєвського острова, на лівому березі річки Смоленки. Засноване в 1756 році за указом Сенату. Площа 51,7 га.

## Історія
Вперше кладовище згадане в 1738 році, хоча існують свідчення, що поховання на цьому місці існували і раніше. Указом Сенату від 11 травня 1756 року для Смоленського православного цвинтаря було визначено місце в сторону від Галерної гавані (між 18-й і 23-й лініями Василівського острова), по сусідству з лютеранським кладовищем, що було засноване в 1747 році.
Про походження кладовища сперечаються і сьогодні. Вважається, що воно пов'язане з тим, що тут спочатку оселилася артіль робітників, які прийшли на будівництво Санкт-Петербурга. Нестерпні умови праці та суворий північний клімат звели багатьох з них в могилу. Померлих ховали на березі Чорної річки, нинішньої Смоленки. Але, швидше за все, назва кладовища, як, втім, і річки, закріпилося після завершення будівництва храму в ім'я Смоленської ікони Божої Матері.
Перша, дерев'яна церква Смоленської ікони Божої матері була побудована в 1760 році (не збереглася). Та що дійшла до наших днів однойменна кам'яна церква була побудована на її місці за проєктом архітектора А. А. Іванова в 1786–1790 роках. Ще починаючи з XVIII століття, на цвинтарі ховали не тільки простий люд, а й видатних діячів російської науки і мистецтва. За історичною традицією Смоленське православне кладовище — місце поховання вчених Академії Наук, Петербурзького університету, гірничого інституту, службовців Морського і Сухопутний кадетських корпусів і діячів мистецтва, головним чином Академії Мистецтв, Александрінського і Маріїнського театрів. У дореволюційній Росії Смоленське кладовище було одним з найбільших — до початку XX століття кількість похованих тут досягла 700—800 тисяч осіб.
Смоленське кладовище завжди славилася благодійною діяльністю. У 19 столітті при цвинтарі діяла богадільня для вдів і сиріт духовенства, вдовий будинок, будинок працьовитості, церковно-парафіяльна школа, єпархіальний притулок для дітей воїнів, загиблих в японську війну.

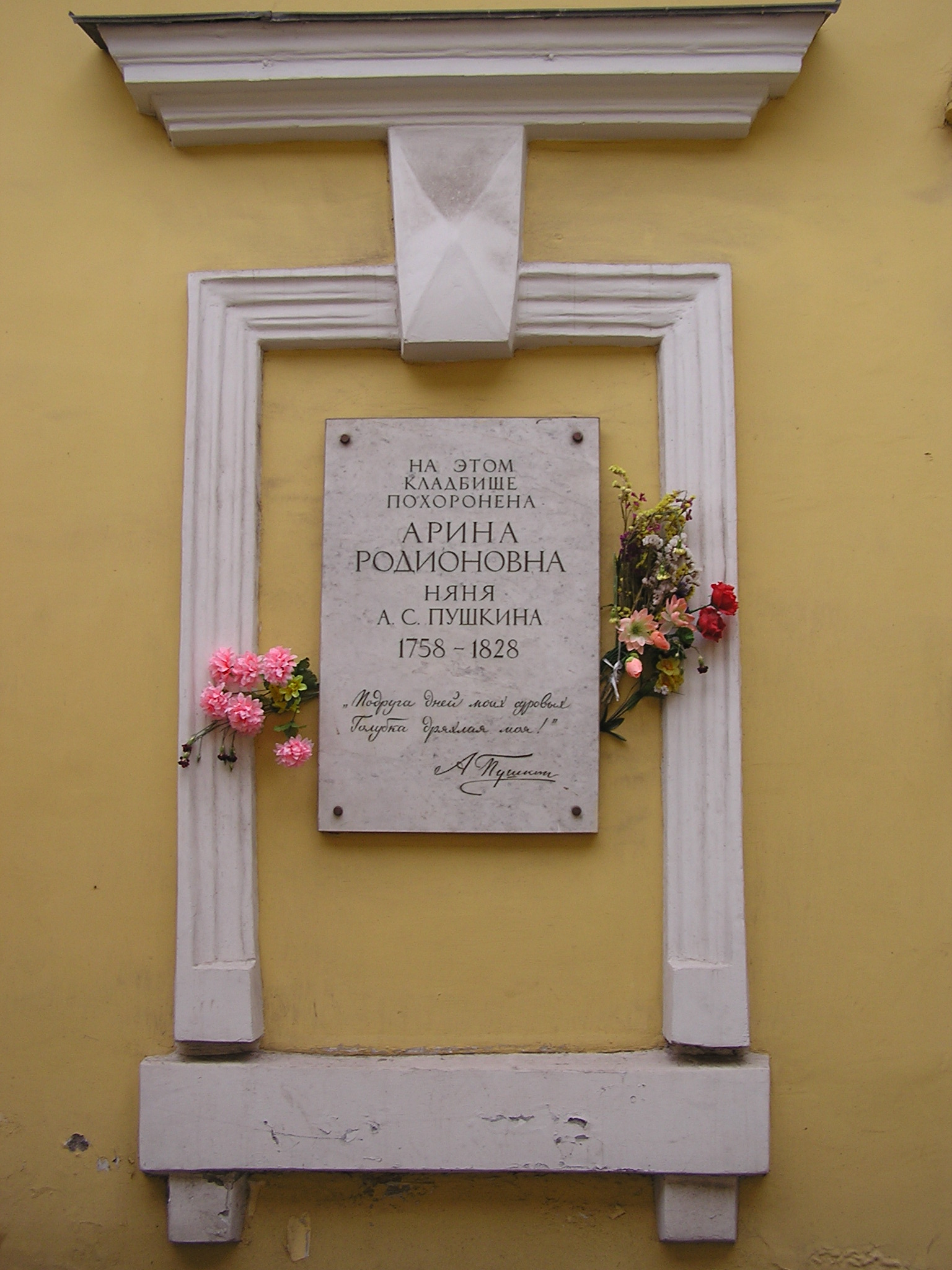
Меморіальна дошка Аріні Родіонівній

Вважається, що на Смоленському кладовищі була похована няня О. С. Пушкіна Аріна Родіонівна Яковлєва. Хоча точно встановити, де знаходиться її могила, не вдалося, поряд з воротами висить меморіальна дошка, яка свідчить про це.
У 1930-х роках розроблялися проєкти скасування Смоленського кладовища. Саме в цей період могили багатьох відомих художників, артистів і письменників були перенесені на інші ленінградські кладовища (перепоховані Д. С. Бортнянський, А. Д. Захаров, В. А. Каратигін, М. І. Козловський, І. М. Крамський, А. І. Куїнджі, О. Є. Мартинов, П. П. Соколов, І. П. Мартос, І. І. Шишкін та інші, в 1944 році на Літераторські містки перенесений прах О. О. Блока та членів його сім'ї). Цілий ряд історичних поховань було безповоротно втрачено.
У 1938 році кладовище було закрите для поховань. Тим не менш, у роки радянсько-німецької війни на Смоленському православному цвинтарі в братських могилах були поховані ленінградці — жертви блокади; на правому березі річки Смоленки — великі поховання загиблих професорів і працівників Академії Мистецтв, робітників заводів «Севкабель», імені М. І. Калініна та інші.
У 1980-х роках проведені роботи з благоустрою та реконструкції території, на порожніх ділянках відновлені поховання. В останні роки тут поховані директор Ермітажу академік Б. Б. Піотровський, поет В. Б. Кривулін, художник Т. П. Новіков та інші.

## Видатні особи, які поховані на кладовищі

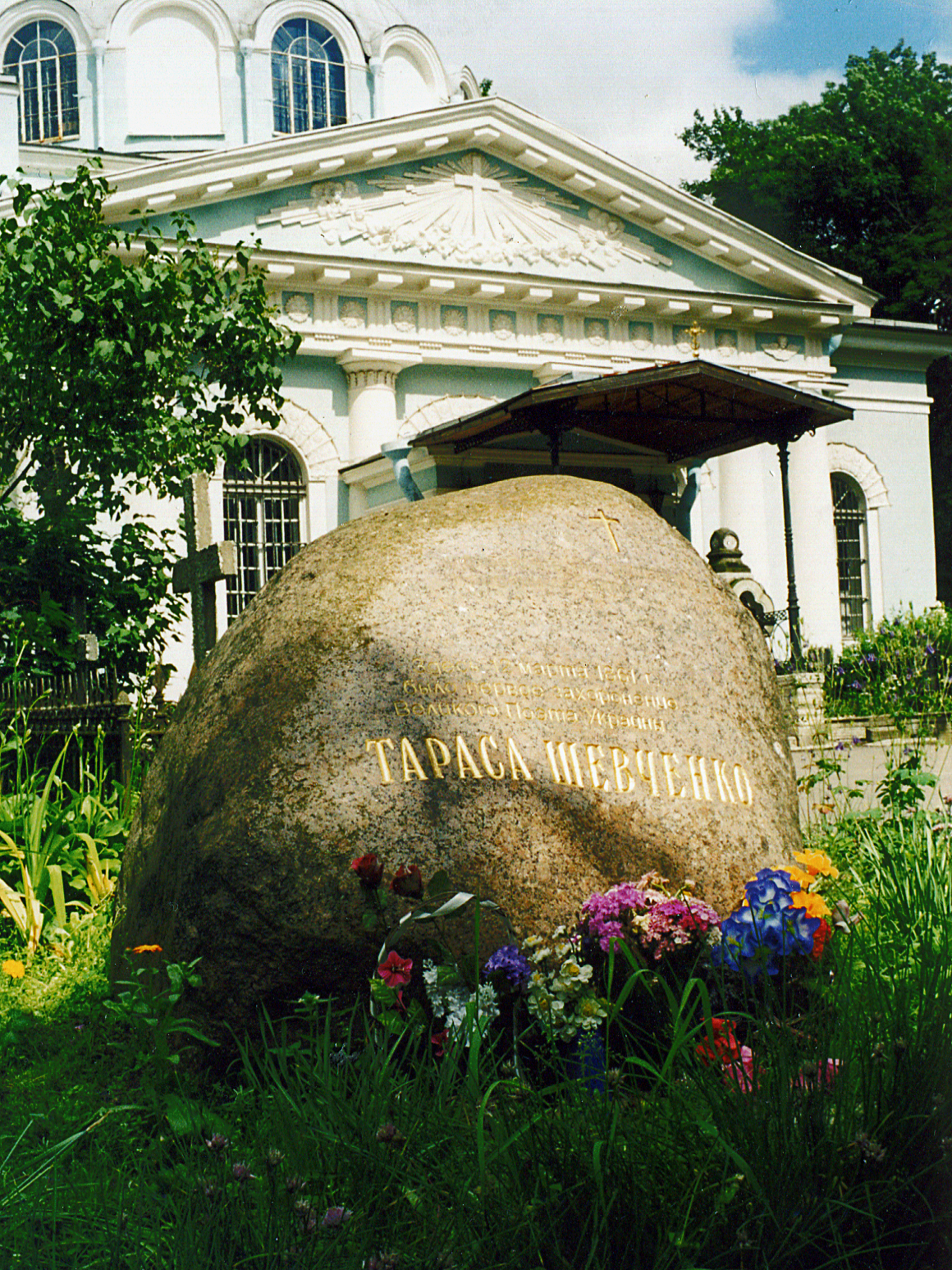
Пам'ятний камінь на місці першого захоронення Т. Г. Шевченка

### Вчені
- М. М. Бекетов
- В. Я. Буняковський
- П. О. Висковатов
- А. П. Заблоцький-Десятовський
- Я. Д. Захаров
- М. М. Зінін
- П. Б. Іноходцев
- М. К. Лемке
- М. П. Лихачов
- Люценко О. Ю.
- М. О. Моншуткін,
- Б. Л. Модзалевський
- М. П. Павлов-Сильванський
- В. В. Петров
- Б. Б. Піотровський
- Р. М. Джанполадян-Піотровська
- В. М. Севергін
- О. А. Спицин
- В. К. Смирнов
- М. Г. Устрялов
- О. О. Фрідман
- М. М. Нікулін

### Юристи
- С. О. Бершадський

### Художники
- Ф. І. Йордан,
- Ю. Ю. Клевер,
- В. Є. Маковський,
- Г. І. Угрюмов,
- В. К. Шебуєв,
- С. С. Щукін

### Письменники
- Ф. К. Сологуб,
- А. М. Чеботаревська,
- Л. О. Чарська,
- М. Ф. Емін;
- конструктор першого літака О. Ф. Можайський,
- мандрівник П. П. Семенов-Тянь-Шанський,
- будівельник перших броненосців А. О. Попов,
- командир підводного човна «Пантера» О. М. Бахтін,
- мореплавець Б. А. Вількицький та багато інших.

На цьому ж цвинтарі могили і менш відомих людей, наприклад, батьків і брата композитора О. С. Даргомижського, молодшого брата і племінників Ф. М. Достоєвського та інші.
У 1861 році на православному Смоленському кладовищі був похований Т. Г. Шевченко, прах якого в тому ж році перевезли в Україну. Поблизу Смоленської церкви було встановлено пам'ятний камінь.